# Alchemilla crinita
Alchemilla crinita är en rosväxtart som beskrevs av Robert Buser. Alchemilla crinita ingår i släktet daggkåpor, och familjen rosväxter. Inga underarter finns listade i Catalogue of Life.